# Palmarès du simple messieurs du tournoi de Wimbledon
Pour un article plus général, voir Tournoi de Wimbledon.
Ce tableau présente le palmarès du simple messieurs du tournoi de Wimbledon depuis la création en 1877 de ce prestigieux tournoi anglais de tennis, également présent dans le tableau le combinant aux palmarès en simple messieurs des 3 autres tournois du Grand Chelem (palmarès de Roland Garros,palmarès de l'US Open, palmarès de Melbourne).

## Champions les plus titrés
Ce tableau classe les champions qui ont gagné au moins trois fois le tournoi de Wimbledon :
| Joueur           | Titres | Premier | Dernier |
| Roger Federer    | 8      | 2003    | 2017    |
| William Renshaw  | 7      | 1881    | 1889    |
| Pete Sampras     | 7      | 1993    | 2000    |
| Novak Djokovic   | 7      | 2011    | 2022    |
| Lawrence Doherty | 5      | 1902    | 1906    |
| Björn Borg       | 5      | 1976    | 1980    |
| Reginald Doherty | 4      | 1897    | 1900    |
| Anthony Wilding  | 4      | 1910    | 1913    |
| Rod Laver        | 4      | 1961    | 1969    |
| Wilfred Baddeley | 3      | 1891    | 1895    |
| Arthur Gore      | 3      | 1901    | 1909    |
| Bill Tilden      | 3      | 1920    | 1930    |
| Fred Perry       | 3      | 1934    | 1936    |
| John Newcombe    | 3      | 1967    | 1971    |
| John McEnroe     | 3      | 1981    | 1984    |
| Boris Becker     | 3      | 1985    | 1989    |

Parmi les champions qui ont gagné au moins trois fois Wimbledon, certains sont aussi parmi les plus titrés à Melbourne, les plus titrés à l'US Open, les plus titrés à Roland-Garros ou encore les plus titrés tous tournois du Grand Chelem confondus (au moins trois victoires en tout).

## Palmarès
| No       | Date       | Nom et lieu du tournoi                               | Catégorie                                            | Dotation                                             | Surface                                              | Vainqueur                                            | Finaliste                                            | Score                                                |                                                      |
| -------- | ---------- | ---------------------------------------------------- | ---------------------------------------------------- | ---------------------------------------------------- | ---------------------------------------------------- | ---------------------------------------------------- | ---------------------------------------------------- | ---------------------------------------------------- | ---------------------------------------------------- |
| 1        | 1877       | The Championships, Wimbledon                         | G. Chelem                                            | NC $                                                 | Gazon (ext.)                                         | Spencer Gore                                         | William Marshall                                     | 6-1, 6-2, 6-4                                        | Tableau                                              |
| 2        | 1878       | The Championships, Wimbledon                         | G. Chelem                                            | NC $                                                 | Gazon (ext.)                                         | Frank Hadow                                          | Spencer Gore                                         | 7-5, 6-1, 9-7                                        | Tableau                                              |
| 3        | 1879       | The Championships, Wimbledon                         | G. Chelem                                            | NC $                                                 | Gazon (ext.)                                         | John Hartley                                         | Vere St. Leger Goold                                 | 6-2, 6-4, 6-2                                        | Tableau                                              |
| 4        | 1880       | The Championships, Wimbledon                         | G. Chelem                                            | NC $                                                 | Gazon (ext.)                                         | John Hartley                                         | Herbert Lawford                                      | 6-0, 6-2, 2-6, 6-3                                   | Tableau                                              |
| 5        | 1881       | The Championships, Wimbledon                         | G. Chelem                                            | NC $                                                 | Gazon (ext.)                                         | William Renshaw                                      | John Hartley                                         | 6-0, 6-1, 6-1                                        | Tableau                                              |
| 6        | 1882       | The Championships, Wimbledon                         | G. Chelem                                            | NC $                                                 | Gazon (ext.)                                         | William Renshaw                                      | Ernest Renshaw                                       | 6-1, 2-6, 4-6, 6-2, 6-2                              | Tableau                                              |
| 7        | 1883       | The Championships, Wimbledon                         | G. Chelem                                            | NC $                                                 | Gazon (ext.)                                         | William Renshaw                                      | Ernest Renshaw                                       | 2-6, 6-3, 6-3, 4-6, 6-3                              | Tableau                                              |
| 8        | 05-07-1884 | The Championships, Wimbledon                         | G. Chelem                                            | NC $                                                 | Gazon (ext.)                                         | William Renshaw                                      | Herbert Lawford                                      | 6-0, 6-4, 9-7                                        | Tableau                                              |
| 9        | 04-07-1885 | The Championships, Wimbledon                         | G. Chelem                                            | NC $                                                 | Gazon (ext.)                                         | William Renshaw                                      | Herbert Lawford                                      | 7-5, 6-2, 4-6, 7-5                                   | Tableau                                              |
| 10       | 1886       | The Championships, Wimbledon                         | G. Chelem                                            | NC $                                                 | Gazon (ext.)                                         | William Renshaw                                      | Herbert Lawford                                      | 6-0, 5-7, 6-3, 6-4                                   | Tableau                                              |
| 11       | 02-07-1887 | The Championships, Wimbledon                         | G. Chelem                                            | NC $                                                 | Gazon (ext.)                                         | Herbert Lawford                                      | Ernest Renshaw                                       | 1-6, 6-3, 3-6, 6-4, 6-4                              |                                                      |
| 12       | 07-07-1888 | The Championships, Wimbledon                         | G. Chelem                                            | NC $                                                 | Gazon (ext.)                                         | Ernest Renshaw                                       | Herbert Lawford                                      | 6-3, 7-5, 6-0                                        |                                                      |
| 13       | 01-07-1889 | The Championships, Wimbledon                         | G. Chelem                                            | NC $                                                 | Gazon (ext.)                                         | William Renshaw                                      | Ernest Renshaw                                       | 6-4, 6-1, 3-6, 6-0                                   |                                                      |
| 14       | 30-06-1890 | The Championships, Wimbledon                         | G. Chelem                                            | NC $                                                 | Gazon (ext.)                                         | Willoughby Hamilton                                  | William Renshaw                                      | 6-8, 6-2, 3-6, 6-1, 6-1                              |                                                      |
| 15       | 29-06-1891 | The Championships, Wimbledon                         | G. Chelem                                            | NC $                                                 | Gazon (ext.)                                         | Wilfred Baddeley                                     | Joshua Pim                                           | 6-4, 1-6, 7-5, 6-0                                   |                                                      |
| 16       | 27-06-1892 | The Championships, Wimbledon                         | G. Chelem                                            | NC $                                                 | Gazon (ext.)                                         | Wilfred Baddeley                                     | Joshua Pim                                           | 4-6, 6-3, 6-3, 6-2                                   |                                                      |
| 17       | 10-07-1893 | The Championships, Wimbledon                         | G. Chelem                                            | NC $                                                 | Gazon (ext.)                                         | Joshua Pim                                           | Wilfred Baddeley                                     | 3-6, 6-1, 6-3, 6-2                                   |                                                      |
| 18       | 09-07-1894 | The Championships, Wimbledon                         | G. Chelem                                            | NC $                                                 | Gazon (ext.)                                         | Joshua Pim                                           | Wilfred Baddeley                                     | 10-8, 6-2, 8-6                                       |                                                      |
| 19       | 08-07-1895 | The Championships, Wimbledon                         | G. Chelem                                            | NC $                                                 | Gazon (ext.)                                         | Wilfred Baddeley                                     | Wilberforce Eaves                                    | 4-6, 2-6, 8-6, 6-2, 6-3                              |                                                      |
| 20       | 1896       | The Championships, Wimbledon                         | G. Chelem                                            | NC $                                                 | Gazon (ext.)                                         | Harold Mahony                                        | Wilfred Baddeley                                     | 6-2, 6-8, 5-7, 8-6, 6-3                              | Tableau                                              |
| 21       | 1897       | The Championships, Wimbledon                         | G. Chelem                                            | NC $                                                 | Gazon (ext.)                                         | Reginald Doherty                                     | Harold Mahony                                        | 6-4, 6-4, 6-3                                        | Tableau                                              |
| 22       | 1898       | The Championships, Wimbledon                         | G. Chelem                                            | NC $                                                 | Gazon (ext.)                                         | Reginald Doherty                                     | Lawrence Doherty                                     | 6-3, 6-3, 2-6, 5-7, 6-1                              | Tableau                                              |
| 23       | 1899       | The Championships, Wimbledon                         | G. Chelem                                            | NC $                                                 | Gazon (ext.)                                         | Reginald Doherty                                     | Arthur Gore                                          | 1-6, 4-6, 6-2, 6-3, 6-3                              | Tableau                                              |
| 24       | 1900       | The Championships, Wimbledon                         | G. Chelem                                            | NC $                                                 | Gazon (ext.)                                         | Reginald Doherty                                     | Sydney Smith                                         | 6-8, 6-3, 6-1, 6-2                                   | Tableau                                              |
| 25       | 1901       | The Championships, Wimbledon                         | G. Chelem                                            | NC $                                                 | Gazon (ext.)                                         | Arthur Gore                                          | Reginald Doherty                                     | 4-6, 7-5, 6-4, 6-4                                   | Tableau                                              |
| 26       | 1902       | The Championships, Wimbledon                         | G. Chelem                                            | NC $                                                 | Gazon (ext.)                                         | Lawrence Doherty                                     | Arthur Gore                                          | 6-4, 6-3, 3-6, 6-0                                   | Tableau                                              |
| 27       | 1903       | The Championships, Wimbledon                         | G. Chelem                                            | NC $                                                 | Gazon (ext.)                                         | Lawrence Doherty                                     | Frank Riseley                                        | 7-5, 6-3, 6-0                                        | Tableau                                              |
| 28       | 1904       | The Championships, Wimbledon                         | G. Chelem                                            | NC $                                                 | Gazon (ext.)                                         | Lawrence Doherty                                     | Frank Riseley                                        | 6-1, 7-5, 8-6                                        | Tableau                                              |
| 29       | 1905       | The Championships, Wimbledon                         | G. Chelem                                            | NC $                                                 | Gazon (ext.)                                         | Lawrence Doherty                                     | Norman Brookes                                       | 8-6, 6-2, 6-4                                        | Tableau                                              |
| 30       | 1906       | The Championships, Wimbledon                         | G. Chelem                                            | NC $                                                 | Gazon (ext.)                                         | Lawrence Doherty                                     | Frank Riseley                                        | 6-4, 4-6, 6-2, 6-3                                   | Tableau                                              |
| 31       | 1907       | The Championships, Wimbledon                         | G. Chelem                                            | NC $                                                 | Gazon (ext.)                                         | Norman Brookes                                       | Arthur Gore                                          | 6-4, 6-2, 6-2                                        | Tableau                                              |
| 32       | 1908       | The Championships, Wimbledon                         | G. Chelem                                            | NC $                                                 | Gazon (ext.)                                         | Arthur Gore                                          | Herbert Barrett                                      | 6-3, 6-2, 4-6, 3-6, 6-4                              | Tableau                                              |
| 33       | 1909       | The Championships, Wimbledon                         | G. Chelem                                            | NC $                                                 | Gazon (ext.)                                         | Arthur Gore                                          | Josiah Ritchie                                       | 6-8, 1-6, 6-2, 6-2, 6-2                              | Tableau                                              |
| 34       | 1910       | The Championships, Wimbledon                         | G. Chelem                                            | NC $                                                 | Gazon (ext.)                                         | Anthony Wilding                                      | Arthur Gore                                          | 6-4, 7-5, 4-6, 6-2                                   | Tableau                                              |
| 35       | 1911       | The Championships, Wimbledon                         | G. Chelem                                            | NC $                                                 | Gazon (ext.)                                         | Anthony Wilding                                      | Herbert Barrett                                      | 6-4, 4-6, 2-6, 6-2, ab.                              | Tableau                                              |
| 36       | 24-06-1912 | The Championships, Wimbledon                         | G. Chelem                                            | NC $                                                 | Gazon (ext.)                                         | Anthony Wilding                                      | Arthur Gore                                          | 6-4, 6-4, 4-6, 6-4                                   |                                                      |
| 37       | 23-06-1913 | The Championships, Wimbledon                         | G. Chelem                                            | NC $                                                 | Gazon (ext.)                                         | Anthony Wilding                                      | Maurice McLoughlin                                   | 8-6, 6-3, 10-8                                       |                                                      |
| 38       | 22-06-1914 | The Championships, Wimbledon                         | G. Chelem                                            | NC $                                                 | Gazon (ext.)                                         | Norman Brookes                                       | Anthony Wilding                                      | 6-4, 6-4, 7-5                                        |                                                      |
| 39       | 23-06-1919 | The Championships, Wimbledon                         | G. Chelem                                            | NC $                                                 | Gazon (ext.)                                         | Gerald Patterson                                     | Norman Brookes                                       | 6-3, 7-5, 6-2                                        |                                                      |
| 40       | 21-06-1920 | The Championships, Wimbledon                         | G. Chelem                                            | NC $                                                 | Gazon (ext.)                                         | Bill Tilden                                          | Gerald Patterson                                     | 2-6, 6-3, 6-2, 6-4                                   |                                                      |
| 41       | 20-06-1921 | The Championships, Wimbledon                         | G. Chelem                                            | NC $                                                 | Gazon (ext.)                                         | Bill Tilden                                          | Brian Norton                                         | 4-6, 2-6, 6-1, 6-0, 7-5                              |                                                      |
| 42       | 26-06-1922 | The Championships, Wimbledon                         | G. Chelem                                            | NC $                                                 | Gazon (ext.)                                         | Gerald Patterson                                     | Randolph Lycett                                      | 6-3, 6-4, 6-2                                        |                                                      |
| 43       | 25-06-1923 | The Championships, Wimbledon                         | G. Chelem                                            | NC $                                                 | Gazon (ext.)                                         | Bill Johnston                                        | Francis Hunter                                       | 6-0, 6-3, 6-1                                        |                                                      |
| 44       | 23-06-1924 | The Championships, Wimbledon                         | G. Chelem                                            | NC $                                                 | Gazon (ext.)                                         | Jean Borotra                                         | René Lacoste                                         | 6-1, 3-6, 6-1, 3-6, 6-4                              |                                                      |
| 45       | 22-06-1925 | The Championships, Wimbledon                         | G. Chelem                                            | NC $                                                 | Gazon (ext.)                                         | René Lacoste                                         | Jean Borotra                                         | 6-3, 6-3, 4-6, 8-6                                   |                                                      |
| 46       | 21-06-1926 | The Championships, Wimbledon                         | G. Chelem                                            | NC $                                                 | Gazon (ext.)                                         | Jean Borotra                                         | Howard Kinsey                                        | 8-6, 6-1, 6-3                                        |                                                      |
| 47       | 20-06-1927 | The Championships, Wimbledon                         | G. Chelem                                            | NC $                                                 | Gazon (ext.)                                         | Henri Cochet                                         | Jean Borotra                                         | 4-6, 4-6, 6-3, 6-4, 7-5                              | Tableau                                              |
| 48       | 25-06-1928 | The Championships, Wimbledon                         | G. Chelem                                            | NC $                                                 | Gazon (ext.)                                         | René Lacoste                                         | Henri Cochet                                         | 6-1, 4-6, 6-4, 6-2                                   | Tableau                                              |
| 49       | 24-06-1929 | The Championships, Wimbledon                         | G. Chelem                                            | NC $                                                 | Gazon (ext.)                                         | Henri Cochet                                         | Jean Borotra                                         | 6-4, 6-3, 6-4                                        | Tableau                                              |
| 50       | 23-06-1930 | The Championships, Wimbledon                         | G. Chelem                                            | NC $                                                 | Gazon (ext.)                                         | Bill Tilden                                          | Wilmer Allison                                       | 6-3, 9-7, 6-4                                        | Tableau                                              |
| 51       | 22-06-1931 | The Championships, Wimbledon                         | G. Chelem                                            | NC $                                                 | Gazon (ext.)                                         | Sidney Wood                                          | Frank Shields                                        | Forfait                                              | Tableau                                              |
| 52       | 20-06-1932 | The Championships, Wimbledon                         | G. Chelem                                            | NC $                                                 | Gazon (ext.)                                         | Ellsworth Vines                                      | Henry Austin                                         | 6-4, 6-2, 6-0                                        | Tableau                                              |
| 53       | 26-06-1933 | The Championships, Wimbledon                         | G. Chelem                                            | NC $                                                 | Gazon (ext.)                                         | Jack Crawford                                        | Ellsworth Vines                                      | 4-6, 11-9, 6-2, 2-6, 6-4                             | Tableau                                              |
| 54       | 25-06-1934 | The Championships, Wimbledon                         | G. Chelem                                            | NC $                                                 | Gazon (ext.)                                         | Fred Perry                                           | Jack Crawford                                        | 6-3, 6-0, 7-5                                        | Tableau                                              |
| 55       | 24-06-1935 | The Championships, Wimbledon                         | G. Chelem                                            | NC $                                                 | Gazon (ext.)                                         | Fred Perry                                           | Gottfried von Cramm                                  | 6-2, 6-4, 6-4                                        | Tableau                                              |
| 56       | 22-06-1936 | The Championships, Wimbledon                         | G. Chelem                                            | NC $                                                 | Gazon (ext.)                                         | Fred Perry                                           | Gottfried von Cramm                                  | 6-1, 6-1, 6-0                                        | Tableau                                              |
| 57       | 21-06-1937 | The Championships, Wimbledon                         | G. Chelem                                            | NC $                                                 | Gazon (ext.)                                         | Donald Budge                                         | Gottfried von Cramm                                  | 6-3, 6-4, 6-2                                        | Tableau                                              |
| 58       | 27-06-1938 | The Championships, Wimbledon                         | G. Chelem                                            | NC $                                                 | Gazon (ext.)                                         | Donald Budge                                         | Henry Austin                                         | 6-1, 6-0, 6-3                                        | Tableau                                              |
| 59       | 26-06-1939 | The Championships, Wimbledon                         | G. Chelem                                            | NC $                                                 | Gazon (ext.)                                         | Bobby Riggs                                          | Elwood Cooke                                         | 2-6, 8-6, 3-6, 6-3, 6-2                              | Tableau                                              |
| 60       | 24-06-1946 | The Championships, Wimbledon                         | G. Chelem                                            | NC $                                                 | Gazon (ext.)                                         | Yvon Petra                                           | Geoff Brown                                          | 6-2, 6-4, 7-9, 5-7, 6-4                              | Tableau                                              |
| 61       | 23-06-1947 | The Championships, Wimbledon                         | G. Chelem                                            | NC $                                                 | Gazon (ext.)                                         | Jack Kramer                                          | Tom Brown                                            | 6-1, 6-3, 6-2                                        | Tableau                                              |
| 62       | 21-06-1948 | The Championships, Wimbledon                         | G. Chelem                                            | NC $                                                 | Gazon (ext.)                                         | Bob Falkenburg                                       | John Bromwich                                        | 7-5, 0-6, 6-2, 3-6, 7-5                              | Tableau                                              |
| 63       | 27-06-1949 | The Championships, Wimbledon                         | G. Chelem                                            | NC $                                                 | Gazon (ext.)                                         | Ted Schroeder                                        | Jaroslav Drobný                                      | 3-6, 6-0, 6-3, 4-6, 6-4                              | Tableau                                              |
| 64       | 26-06-1950 | The Championships, Wimbledon                         | G. Chelem                                            | NC $                                                 | Gazon (ext.)                                         | Budge Patty                                          | Frank Sedgman                                        | 6-1, 8-10, 6-2, 6-3                                  | Tableau                                              |
| 65       | 25-06-1951 | The Championships, Wimbledon                         | G. Chelem                                            | NC $                                                 | Gazon (ext.)                                         | Dick Savitt                                          | Ken McGregor                                         | 6-4, 6-4, 6-4                                        | Tableau                                              |
| 66       | 23-06-1952 | The Championships, Wimbledon                         | G. Chelem                                            | NC $                                                 | Gazon (ext.)                                         | Frank Sedgman                                        | Jaroslav Drobný                                      | 4-6, 6-2, 6-3, 6-2                                   | Tableau                                              |
| 67       | 22-06-1953 | The Championships, Wimbledon                         | G. Chelem                                            | NC $                                                 | Gazon (ext.)                                         | Vic Seixas                                           | Kurt Nielsen                                         | 9-7, 6-3, 6-4                                        | Tableau                                              |
| 68       | 21-06-1954 | The Championships, Wimbledon                         | G. Chelem                                            | NC $                                                 | Gazon (ext.)                                         | Jaroslav Drobný                                      | Ken Rosewall                                         | 13-11, 4-6, 6-2, 9-7                                 | Tableau                                              |
| 69       | 20-06-1955 | The Championships, Wimbledon                         | G. Chelem                                            | NC $                                                 | Gazon (ext.)                                         | Tony Trabert                                         | Kurt Nielsen                                         | 6-3, 7-5, 6-1                                        | Tableau                                              |
| 70       | 25-06-1956 | The Championships, Wimbledon                         | G. Chelem                                            | NC $                                                 | Gazon (ext.)                                         | Lew Hoad                                             | Ken Rosewall                                         | 6-2, 4-6, 7-5, 6-4                                   | Tableau                                              |
| 71       | 24-06-1957 | The Championships, Wimbledon                         | G. Chelem                                            | NC $                                                 | Gazon (ext.)                                         | Lew Hoad                                             | Ashley Cooper                                        | 6-2, 6-1, 6-2                                        | Tableau                                              |
| 72       | 23-06-1958 | The Championships, Wimbledon                         | G. Chelem                                            | NC $                                                 | Gazon (ext.)                                         | Ashley Cooper                                        | Neale Fraser                                         | 3-6, 6-3, 6-4, 13-11                                 | Tableau                                              |
| 73       | 22-06-1959 | The Championships, Wimbledon                         | G. Chelem                                            | NC $                                                 | Gazon (ext.)                                         | , Alex Olmedo                                        | Rod Laver                                            | 6-4, 6-3, 6-4                                        | Tableau                                              |
| 74       | 27-06-1960 | The Championships, Wimbledon                         | G. Chelem                                            | NC $                                                 | Gazon (ext.)                                         | Neale Fraser                                         | Rod Laver                                            | 6-4, 3-6, 9-7, 7-5                                   | Tableau                                              |
| 75       | 26-06-1961 | The Championships, Wimbledon                         | G. Chelem                                            | NC $                                                 | Gazon (ext.)                                         | Rod Laver                                            | Chuck McKinley                                       | 6-3, 6-1, 6-4                                        | Tableau                                              |
| 76       | 25-06-1962 | The Championships, Wimbledon                         | G. Chelem                                            | NC $                                                 | Gazon (ext.)                                         | Rod Laver                                            | Martin Mulligan                                      | 6-2, 6-2, 6-1                                        | Tableau                                              |
| 77       | 24-06-1963 | The Championships, Wimbledon                         | G. Chelem                                            | NC $                                                 | Gazon (ext.)                                         | Chuck McKinley                                       | Fred Stolle                                          | 9-7, 6-1, 6-4                                        | Tableau                                              |
| 78       | 22-06-1964 | The Championships, Wimbledon                         | G. Chelem                                            | NC $                                                 | Gazon (ext.)                                         | Roy Emerson                                          | Fred Stolle                                          | 6-4, 12-10, 4-6, 6-3                                 | Tableau                                              |
| 79       | 21-06-1965 | The Championships, Wimbledon                         | G. Chelem                                            | NC $                                                 | Gazon (ext.)                                         | Roy Emerson                                          | Fred Stolle                                          | 6-2, 6-4, 6-4                                        | Tableau                                              |
| 80       | 27-06-1966 | The Championships, Wimbledon                         | G. Chelem                                            | NC $                                                 | Gazon (ext.)                                         | Manuel Santana                                       | Dennis Ralston                                       | 6-4, 11-9, 6-4                                       | Tableau                                              |
| 81       | 26-06-1967 | The Championships, Wimbledon                         | G. Chelem                                            | NC $                                                 | Gazon (ext.)                                         | John Newcombe                                        | Wilhelm Bungert                                      | 6-3, 6-1, 6-1                                        | Tableau                                              |
| Ère Open |            |                                                      |                                                      |                                                      |                                                      |                                                      |                                                      |                                                      |                                                      |
| 82       | 24-06-1968 | The Championships, Wimbledon                         | G. Chelem                                            | NC $                                                 | Gazon (ext.)                                         | Rod Laver                                            | Tony Roche                                           | 6-3, 6-4, 6-2                                        | Tableau                                              |
| 83       | 04-07-1969 | The Championships, Wimbledon                         | G. Chelem                                            | NC $                                                 | Gazon (ext.)                                         | Rod Laver                                            | John Newcombe                                        | 6-4, 5-7, 6-4, 6-4                                   | Tableau                                              |
| 84       | 22-06-1970 | The Championships, Wimbledon                         | G. Chelem                                            | NC $                                                 | Gazon (ext.)                                         | John Newcombe                                        | Ken Rosewall                                         | 5-7, 6-3, 6-2, 3-6, 6-1                              | Tableau                                              |
| 85       | 21-06-1971 | The Championships, Wimbledon                         | G. Chelem                                            | NC $                                                 | Gazon (ext.)                                         | John Newcombe                                        | Stan Smith                                           | 6-3, 5-7, 2-6, 6-4, 6-4                              | Tableau                                              |
| 86       | 26-06-1972 | The Championships, Wimbledon                         | G. Chelem                                            | NC $                                                 | Gazon (ext.)                                         | Stan Smith                                           | Ilie Năstase                                         | 4-6, 6-3, 6-3, 4-6, 7-5                              | Tableau                                              |
| 87       | 25-06-1973 | The Championships, Wimbledon                         | G. Chelem                                            | NC $                                                 | Gazon (ext.)                                         | Jan Kodeš                                            | Alex Metreveli                                       | 6-1, 9-8, 6-3                                        | Tableau                                              |
| 88       | 24-06-1974 | The Championships, Wimbledon                         | G. Chelem                                            | NC $                                                 | Gazon (ext.)                                         | Jimmy Connors                                        | Ken Rosewall                                         | 6-1, 6-1, 6-4                                        | Tableau                                              |
| 89       | 23-06-1975 | The Championships, Wimbledon                         | G. Chelem                                            | NC $                                                 | Gazon (ext.)                                         | Arthur Ashe                                          | Jimmy Connors                                        | 6-1, 6-1, 5-7, 6-4                                   | Tableau                                              |
| 90       | 21-06-1976 | The Championships, Wimbledon                         | G. Chelem                                            | NC $                                                 | Gazon (ext.)                                         | Björn Borg                                           | Ilie Năstase                                         | 6-4, 6-2, 9-7                                        | Tableau                                              |
| 91       | 20-06-1977 | The Championships, Wimbledon                         | G. Chelem                                            | NC $                                                 | Gazon (ext.)                                         | Björn Borg                                           | Jimmy Connors                                        | 3-6, 6-2, 6-1, 5-7, 6-4                              | Tableau                                              |
| 92       | 26-06-1978 | The Championships, Wimbledon                         | G. Chelem                                            | NC $                                                 | Gazon (ext.)                                         | Björn Borg                                           | Jimmy Connors                                        | 6-2, 6-2, 6-3                                        | Tableau                                              |
| 93       | 25-06-1979 | The Championships, Wimbledon                         | G. Chelem                                            | NC $                                                 | Gazon (ext.)                                         | Björn Borg                                           | Roscoe Tanner                                        | 6-7, 6-1, 3-6, 6-3, 6-4                              | Tableau                                              |
| 94       | 23-06-1980 | The Championships, Wimbledon                         | G. Chelem                                            | NC $                                                 | Gazon (ext.)                                         | Björn Borg                                           | John McEnroe                                         | 1-6, 7-5, 6-3, 616-7, 8-6                            | Tableau                                              |
| 95       | 22-06-1981 | The Championships, Wimbledon                         | G. Chelem                                            | NC $                                                 | Gazon (ext.)                                         | John McEnroe                                         | Björn Borg                                           | 4-6, 7-6, 7-6, 6-4                                   | Tableau                                              |
| 96       | 21-06-1982 | The Championships, Wimbledon                         | G. Chelem                                            | NC $                                                 | Gazon (ext.)                                         | Jimmy Connors                                        | John McEnroe                                         | 3-6, 6-3, 6-7, 7-6, 6-4                              | Tableau                                              |
| 97       | 20-06-1983 | The Championships, Wimbledon                         | G. Chelem                                            | NC $                                                 | Gazon (ext.)                                         | John McEnroe                                         | Chris Lewis                                          | 6-2, 6-2, 6-2                                        | Tableau                                              |
| 98       | 25-06-1984 | The Championships, Wimbledon                         | G. Chelem                                            | NC $                                                 | Gazon (ext.)                                         | John McEnroe                                         | Jimmy Connors                                        | 6-1, 6-1, 6-2                                        | Tableau                                              |
| 99       | 24-06-1985 | The Championships, Wimbledon                         | G. Chelem                                            | NC $                                                 | Gazon (ext.)                                         | Boris Becker                                         | Kevin Curren                                         | 6-3, 6-7, 7-6, 6-4                                   | Tableau                                              |
| 100      | 23-06-1986 | The Championships, Wimbledon                         | G. Chelem                                            | NC $                                                 | Gazon (ext.)                                         | Boris Becker                                         | Ivan Lendl                                           | 6-4, 6-3, 7-5                                        | Tableau                                              |
| 101      | 22-06-1987 | The Championships, Wimbledon                         | G. Chelem                                            | NC $                                                 | Gazon (ext.)                                         | Pat Cash                                             | Ivan Lendl                                           | 7-6, 6-2, 7-5                                        | Tableau                                              |
| 102      | 20-06-1988 | The Championships, Wimbledon                         | G. Chelem                                            | NC $                                                 | Gazon (ext.)                                         | Stefan Edberg                                        | Boris Becker                                         | 4-6, 7-6, 6-4, 6-2                                   | Tableau                                              |
| 103      | 26-06-1989 | The Championships, Wimbledon                         | G. Chelem                                            | NC $                                                 | Gazon (ext.)                                         | Boris Becker                                         | Stefan Edberg                                        | 6-0, 7-6, 6-4                                        | Tableau                                              |
| 104      | 25-06-1990 | The Championships, Wimbledon                         | G. Chelem                                            | NC $                                                 | Gazon (ext.)                                         | Stefan Edberg                                        | Boris Becker                                         | 6-2, 6-2, 3-6, 3-6, 6-4                              | Tableau                                              |
| 105      | 24-06-1991 | The Championships, Wimbledon                         | G. Chelem                                            | NC $                                                 | Gazon (ext.)                                         | Michael Stich                                        | Boris Becker                                         | 6-4, 7-64, 6-4                                       | Tableau                                              |
| 106      | 22-06-1992 | The Championships, Wimbledon                         | G. Chelem                                            | NC $                                                 | Gazon (ext.)                                         | Andre Agassi                                         | Goran Ivanišević                                     | 610-7, 6-4, 6-4, 1-6, 6-4                            | Tableau                                              |
| 107      | 21-06-1993 | The Championships, Wimbledon                         | G. Chelem                                            | NC $                                                 | Gazon (ext.)                                         | Pete Sampras                                         | Jim Courier                                          | 7-63, 7-66, 3-6, 6-3                                 | Tableau                                              |
| 108      | 20-06-1994 | The Championships, Wimbledon                         | G. Chelem                                            | NC $                                                 | Gazon (ext.)                                         | Pete Sampras                                         | Goran Ivanišević                                     | 7-62, 7-65, 6-0                                      | Tableau                                              |
| 109      | 26-06-1995 | The Championships, Wimbledon                         | G. Chelem                                            | NC $                                                 | Gazon (ext.)                                         | Pete Sampras                                         | Boris Becker                                         | 65-7, 6-2, 6-4, 6-2                                  | Tableau                                              |
| 110      | 24-06-1996 | The Championships, Wimbledon                         | G. Chelem                                            | 4 736 161 $                                          | Gazon (ext.)                                         | Richard Krajicek                                     | MaliVai Washington                                   | 6-3, 6-4, 6-3                                        | Tableau                                              |
| 111      | 23-06-1997 | The Championships, Wimbledon                         | G. Chelem                                            | 5 445 815 $                                          | Gazon (ext.)                                         | Pete Sampras                                         | Cédric Pioline                                       | 6-4, 6-2, 6-4                                        | Tableau                                              |
| 112      | 22-06-1998 | The Championships, Wimbledon                         | G. Chelem                                            | 5 638 006 $                                          | Gazon (ext.)                                         | Pete Sampras                                         | Goran Ivanišević                                     | 62-7, 7-69, 6-4, 3-6, 6-2                            | Tableau                                              |
| 113      | 21-06-1999 | The Championships, Wimbledon                         | G. Chelem                                            | 5 614 685 $                                          | Gazon (ext.)                                         | Pete Sampras                                         | Andre Agassi                                         | 6-3, 6-4, 7-5                                        | Tableau                                              |
| 114      | 26-06-2000 | The Championships, Wimbledon                         | G. Chelem                                            | 5 564 842 $                                          | Gazon (ext.)                                         | Pete Sampras                                         | Patrick Rafter                                       | 610-7, 7-65, 6-4, 6-2                                | Tableau                                              |
| 115      | 25-06-2001 | The Championships, Wimbledon                         | G. Chelem                                            | 5 476 164 $                                          | Gazon (ext.)                                         | Goran Ivanišević                                     | Patrick Rafter                                       | 6-3, 3-6, 6-3, 2-6, 9-7                              | Tableau                                              |
| 116      | 24-06-2002 | The Championships, Wimbledon                         | G. Chelem                                            | 6 061 152 $                                          | Gazon (ext.)                                         | Lleyton Hewitt                                       | David Nalbandian                                     | 6-2, 6-3, 6-2                                        | Tableau                                              |
| 117      | 23-06-2003 | The Championships, Wimbledon                         | G. Chelem                                            | 7 229 232 $                                          | Gazon (ext.)                                         | Roger Federer                                        | Mark Philippoussis                                   | 7-65, 6-2, 7-63                                      | Tableau                                              |
| 118      | 21-06-2004 | The Championships, Wimbledon                         | G. Chelem                                            | 8 328 704 $                                          | Gazon (ext.)                                         | Roger Federer                                        | Andy Roddick                                         | 4-6, 7-5, 7-63, 6-4                                  | Tableau                                              |
| 119      | 20-06-2005 | The Championships, Wimbledon                         | G. Chelem                                            | 8 616 793 $                                          | Gazon (ext.)                                         | Roger Federer                                        | Andy Roddick                                         | 6-2, 7-62, 6-4                                       | Tableau                                              |
| 120      | 26-06-2006 | The Championships, Wimbledon                         | G. Chelem                                            | 8 847 338 $                                          | Gazon (ext.)                                         | Roger Federer                                        | Rafael Nadal                                         | 6-0, 7-65, 62-7, 6-3                                 | Tableau                                              |
| 121      | 25-06-2007 | The Championships, Wimbledon                         | G. Chelem                                            | 10 039 193 $                                         | Gazon (ext.)                                         | Roger Federer                                        | Rafael Nadal                                         | 7-67, 4-6, 7-63, 2-6, 6-2                            | Tableau                                              |
| 122      | 23-06-2008 | The Championships, Wimbledon                         | G. Chelem                                            | 5 257 000 £                                          | Gazon (ext.)                                         | Rafael Nadal                                         | Roger Federer                                        | 6-4, 6-4, 65-7, 68-7, 9-7                            | Tableau                                              |
| 123      | 22-06-2009 | The Championships, Wimbledon                         | G. Chelem                                            | 5 616 600 £                                          | Gazon (ext.)                                         | Roger Federer                                        | Andy Roddick                                         | 5-7, 7-66, 7-65, 3-6, 16-14                          | Tableau                                              |
| 124      | 21-06-2010 | The Championships, Wimbledon                         | G. Chelem                                            | 6 196 000 £                                          | Gazon (ext.)                                         | Rafael Nadal                                         | Tomáš Berdych                                        | 6-3, 7-5, 6-4                                        | Tableau                                              |
| 125      | 20-06-2011 | The Championships, Wimbledon                         | G. Chelem                                            | 6 631 000 £                                          | Gazon (ext.)                                         | Novak Djokovic                                       | Rafael Nadal                                         | 6-4, 6-1, 1-6, 6-3                                   | Tableau                                              |
| 126      | 25-06-2012 | The Championships, Wimbledon                         | G. Chelem                                            | 7 285 200 £                                          | Gazon (ext.)                                         | Roger Federer                                        | Andy Murray                                          | 4-6, 7-5, 6-3, 6-4                                   | Tableau                                              |
| 127      | 24-06-2013 | The Championships, Wimbledon                         | G. Chelem                                            | 10 514 000 £                                         | Gazon (ext.)                                         | Andy Murray                                          | Novak Djokovic                                       | 6-4, 7-5, 6-4                                        | Tableau                                              |
| 128      | 23-06-2014 | The Championships, Wimbledon                         | G. Chelem                                            | 11 715 000 £                                         | Gazon (ext.)                                         | Novak Djokovic                                       | Roger Federer                                        | 67-7, 6-4, 7-64, 5-7, 6-4                            | Tableau                                              |
| 129      | 29-06-2015 | The Championships, Wimbledon                         | G. Chelem                                            | 12 568 000 £                                         | Gazon (ext.)                                         | Novak Djokovic                                       | Roger Federer                                        | 7-61, 610-7, 6-4, 6-3                                | Tableau                                              |
| 130      | 27-06-2016 | The Championships, Wimbledon                         | G. Chelem                                            | 13 163 000 £                                         | Gazon (ext.)                                         | Andy Murray                                          | Milos Raonic                                         | 6-4, 7-61, 7-62                                      | Tableau                                              |
| 131      | 03-07-2017 | The Championships, Wimbledon                         | G. Chelem                                            | 14 840 000 £                                         | Gazon (ext.)                                         | Roger Federer                                        | Marin Čilić                                          | 6-3, 6-1, 6-4                                        | Tableau                                              |
| 132      | 02-07-2018 | The Championships, Wimbledon                         | G. Chelem                                            | 15 982 000 £                                         | Gazon (ext.)                                         | Novak Djokovic                                       | Kevin Anderson                                       | 6-2, 6-2, 7-63                                       | Tableau                                              |
| 133      | 01-07-2019 | The Championships, Wimbledon                         | G. Chelem                                            | 17 769 000 £                                         | Gazon (ext.)                                         | Novak Djokovic                                       | Roger Federer                                        | 7-65, 1-6, 7-64, 4-6, 13-123                         | Tableau                                              |
| –        | 2020       | Édition supprimée à cause de la pandémie de Covid-19 | Édition supprimée à cause de la pandémie de Covid-19 | Édition supprimée à cause de la pandémie de Covid-19 | Édition supprimée à cause de la pandémie de Covid-19 | Édition supprimée à cause de la pandémie de Covid-19 | Édition supprimée à cause de la pandémie de Covid-19 | Édition supprimée à cause de la pandémie de Covid-19 | Édition supprimée à cause de la pandémie de Covid-19 |
| 134      | 28-06-2021 | The Championships, Wimbledon                         | G. Chelem                                            | 17 066 000 £                                         | Gazon (ext.)                                         | Novak Djokovic                                       | Matteo Berrettini                                    | 64-7, 6-4, 6-4, 6-3                                  | Tableau                                              |
| 135      | 27-06-2022 | The Championships, Wimbledon                         | G. Chelem                                            | 18 652 000 £                                         | Gazon (ext.)                                         | Novak Djokovic                                       | Nick Kyrgios                                         | 4-6, 6-3, 6-4, 7-63                                  | Tableau                                              |
| 136      | 03-07-2023 | The Championships, Wimbledon                         | G. Chelem                                            | 20 747 000 £                                         | Gazon (ext.)                                         | Carlos Alcaraz                                       | Novak Djokovic                                       | 1-6, 7-66, 6-1, 3-6, 6-4                             | Tableau                                              |
| 137      | 01-07-2024 | The Championships, Wimbledon                         | G. Chelem                                            | 20 747 000 £                                         | Gazon (ext.)                                         | Carlos Alcaraz                                       | Novak Djokovic                                       | 6-2, 6-2, 7-64                                       | Tableau                                              |
| 138      | 13-07-2025 | The Championships, Wimbledon                         | G. Chelem                                            | ?£                                                   | Gazon (ext.)                                         | Jannik Sinner                                        | Carlos Alcaraz                                       | 4-6, 6-4, 6-4, 6-4                                   | Tableau                                              |

## Vainqueurs et Finalistes du tableau «All comers»
De 1878 à 1921, le vainqueur du tableau « All comers » rencontrait le vainqueur de l'édition précédente dans ce qui s'appelait alors le « Challenge Round » (tour du défi). Voici donc, les vainqueurs et finalistes de ce tableau par année :
| Année | Vainqueur All comers' final | Finaliste All comers' final   | Score                     |
| ----- | --------------------------- | ----------------------------- | ------------------------- |
| 1878  | Frank Hadow                 | Lestocq Robert Erskine (en)   | 6-4, 6-4, 6-4             |
| 1879  | John Hartley                | Vere St. Leger Goold          | 6-2, 6-4, 6-2             |
| 1880  | Herbert Lawford             | Otway Woodhouse (en)          | 7-5, 6-4, 6-0.            |
| 1881  | William Renshaw             | Richard Richardson (en)       | 6-4, 6-2, 6-3             |
| 1882  | Ernest Renshaw              | Richard Richardson (en)       | 7-5, 6-3, 2-6, 6-3        |
| 1883  | Ernest Renshaw              | Donald Stewart (en)           | 0-6, 6-3, 6-0, 6-2        |
| 1884  | Herbert Lawford             | Charles Walder Grinstead (en) | 7-5, 2-6, 6-2, 9-7        |
| 1885  | Herbert Lawford             | Ernest Renshaw                | 5-7, 6-1, 0-6, 6-2, 6-4   |
| 1886  | Herbert Lawford             | Ernest Lewis                  | 6-2, 6-3, 2-6, 4-6, 6-4   |
| 1887  | Herbert Lawford             | Ernest Renshaw                | 6-2, 6-3, 2-6, 4-6, 6-4   |
| 1888  | Ernest Renshaw              | Ernest Lewis                  | 7-9, 6-1, 8-6, 6-4        |
| 1889  | William Renshaw             | Harold Barlow                 | 3-6, 5-7, 8-6, 10-8, 8-6  |
| 1890  | Willoughby Hamilton         | Harold Barlow                 | 2-6, 6-4, 6-4, 4-6, 7-5   |
| 1891  | Wilfred Baddeley            | Joshua Pim                    | 6-4, 1-6, 7-5, 6-0        |
| 1892  | Joshua Pim                  | Ernest Lewis                  | 2-6, 5-7, 9-7, 6-3, 6-2   |
| 1893  | Joshua Pim                  | Harold Mahony                 | 9-7, 6-3, 6-0             |
| 1894  | Wilfred Baddeley            | Ernest Lewis                  | 6-0, 6-1, 6-0             |
| 1895  | Wilfred Baddeley            | Wilberforce Eaves             | 4-6, 2-6, 8-6, 6-2, 6-3   |
| 1896  | Harold Mahony               | Wilberforce Eaves             | 6-2, 6-2, 11-9            |
| 1897  | Reginald Doherty            | Wilberforce Eaves             | 6-3, 7-5, 2-0 abandon     |
| 1898  | Lawrence Doherty            | Harold Mahony                 | 6-1, 6-2, 4-6, 2-6, 14-12 |
| 1899  | Arthur Gore                 | Sydney Smith                  | 3-6, 6-1, 6-2, 6-4        |
| 1900  | Sydney Smith                | Arthur Gore                   | 6-4, 4-6, 6-2, 6-1        |
| 1901  | Arthur Gore                 | Charles Dixon                 | 6-4, 6-0, 6-3             |
| 1902  | Lawrence Doherty            | Josiah Ritchie                | 8-6, 6-3, 7-5             |
| 1903  | Frank Riseley               | Josiah Ritchie                | 1-6, 6-3, 8-6, 13-11      |
| 1904  | Frank Riseley               | Josiah Ritchie                | 6-0, 6-1, 6-2             |
| 1905  | Norman Brookes              | Sydney Smith                  | 1-6, 6-4, 6-1, 1-6, 7-5   |
| 1906  | Frank Riseley               | Arthur Gore                   | 6-3, 6-3, 6-4             |
| 1907  | Norman Brookes              | Arthur Gore                   | 6-4, 6-2, 6-2             |
| 1908  | Arthur Gore                 | Herbert Barrett               | 6-3, 6-2, 4-6, 3-6, 6-4   |
| 1909  | Josiah Ritchie              | Herbert Barrett               | 6-2, 6-3, 4-6, 6-4        |
| 1910  | Anthony Wilding             | Beals Wright                  | 4-6, 4-6, 6-3, 6-2, 6-3   |
| 1911  | Herbert Barrett             | Charles Dixon                 | 5-7, 4-6, 6-4, 6-3, 6-1   |
| 1912  | Arthur Gore                 | André Gobert                  | 9-7, 2-6, 7-5, 6-1        |
| 1913  | Maurice McLoughlin          | Stanley Doust                 | 6-3, 6-4, 7-5             |
| 1914  | Norman Brookes              | Otto Froitzheim               | 6-2, 6-1, 5-7, 4-6, 8-6   |
| 1919  | Gerald Patterson            | Algernon Kingscote            | 6-2, 6-1, 6-3             |
| 1920  | Bill Tilden                 | Zenzo Shimizu                 | 6-4, 6-4, 13-11           |
| 1921  | Brian Norton                | Manuel Alonso                 | 5-7, 4-6, 7-5, 6-3, 6-3   |

## Nombre de titres par nations en simple messieurs
Trois pays, Royaume-Uni, États-Unis et Australie ont totalisé 91 victoires, seuls des champions de 15 pays l'ont emporté, sur 128 éditions.

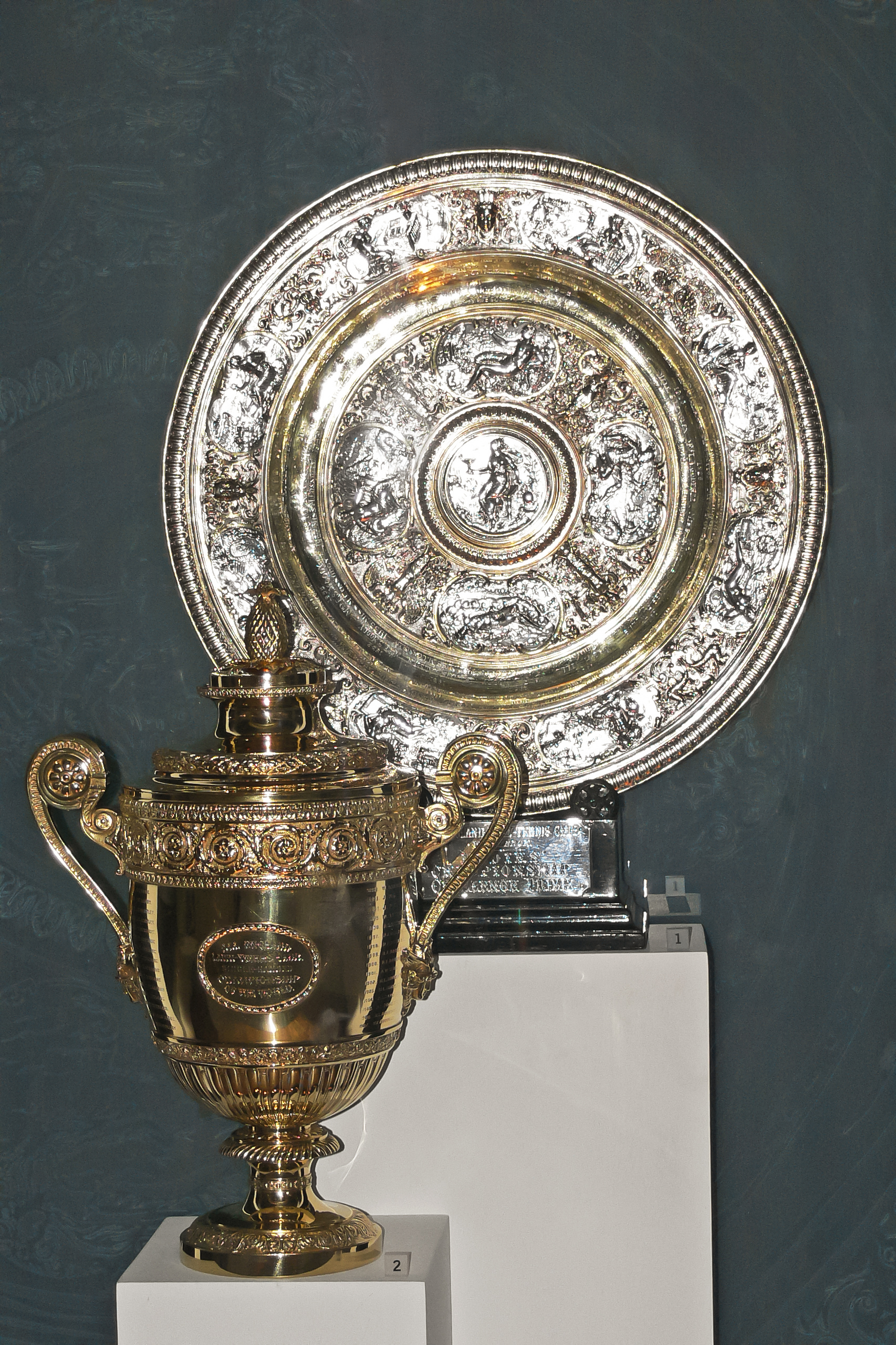
Le Gentlemen's Singles trophy (gauche), et le Ladies' Singles plate (droite)

| Pays             | Ère amateur | Ère Open | TOTAL | Premier titre | Dernier titre |
| ---------------- | ----------- | -------- | ----- | ------------- | ------------- |
| Royaume-Uni      | 35          | 2        | 37    | 1877          | 2016          |
| États-Unis       | 18          | 15       | 33    | 1920          | 2000          |
| Australie        | 15          | 6        | 21    | 1907          | 2002          |
| Suisse           | 0           | 8        | 8     | 2003          | 2017          |
| France           | 7           | 0        | 7     | 1924          | 1946          |
| Suède            | 0           | 7        | 7     | 1976          | 1990          |
| Serbie           | 0           | 7        | 7     | 2011          | 2022          |
| Espagne          | 1           | 4        | 5     | 1966          | 2024          |
| Allemagne        | 0           | 4        | 4     | 1985          | 1991          |
| Nouvelle-Zélande | 4           | 0        | 4     | 1910          | 1913          |
| Croatie          | 0           | 1        | 1     | 2001          | 2001          |
| Tchécoslovaquie  | 0           | 1        | 1     | 1973          | 1973          |
| Égypte           | 1           | 0        | 1     | 1954          | 1954          |
| Pays-Bas         | 0           | 1        | 1     | 1996          | 1996          |
| Italie           | 0           | 1        | 1     | 2025          | 2025          |

| Pays             | Titres | Premier | Dernier | Joueurs différents |
| Royaume-Uni      | 35     | 1877    | 1936    | 14                 |
| États-Unis       | 18     | 1920    | 1963    | 15                 |
| Australie        | 15     | 1907    | 1967    | 10                 |
| France           | 7      | 1924    | 1946    | 4                  |
| Nouvelle-Zélande | 4      | 1910    | 1913    | 1                  |
| Égypte           | 1      | 1954    | 1954    | 1                  |
| Espagne          | 1      | 1966    | 1966    | 1                  |
| Pérou            | (1)    | 1959    | 1959    | (1)                |

| Pays            | Titres | Premier | Dernier | Joueurs différents |
| États-Unis      | 15     | 1972    | 2000    | 6                  |
| Suisse          | 8      | 2003    | 2017    | 1                  |
| Suède           | 7      | 1976    | 1990    | 2                  |
| Serbie          | 7      | 2011    | 2022    | 1                  |
| Australie       | 6      | 1968    | 2002    | 4                  |
| Allemagne       | 4      | 1985    | 1991    | 2                  |
| Espagne         | 4      | 2008    | 2024    | 2                  |
| Royaume-Uni     | 2      | 2013    | 2016    | 1                  |
| Tchécoslovaquie | 1      | 1973    | 1973    | 1                  |
| Pays-Bas        | 1      | 1996    | 1996    | 1                  |
| Croatie         | 1      | 2001    | 2001    | 1                  |
| Italie          | 1      | 2025    | 2025    | 1                  |